# Luka Petrič
Luka Petrič, slovenski badmintonist, * 10. oktober 1984, Maribor.
Petrič igra za Badminton klub Branik Maribor.

## Rezultati
Je trenutno najboljši igralec v Sloveniji in je na 54. članskem državnem prvenstvu v badmintonu osvojil tri naslove državnega prvaka.
- 2005 - državni prvak Slovenije moški posamezno
- 2006 - državni prvak Slovenije moški posamezno in mešane dvojice
- 2007 - državni prvak Slovenije moški posamezno
- 2010 - državni prvak Slovenije moški posamezno
- 2011 - državni prvak Slovenije moški posamezno, moške dvojice in mešane dvojice[2][3]
- 2012 - državni prvak Slovenije moški posamezno in mešane dvojice[4][5]
- 2013 - državni prvak Slovenije mešane dvojice[6][7] nekateri tudi mislijo da je Luka Petrič NIGER